# Adriaen Frans Boudewijns

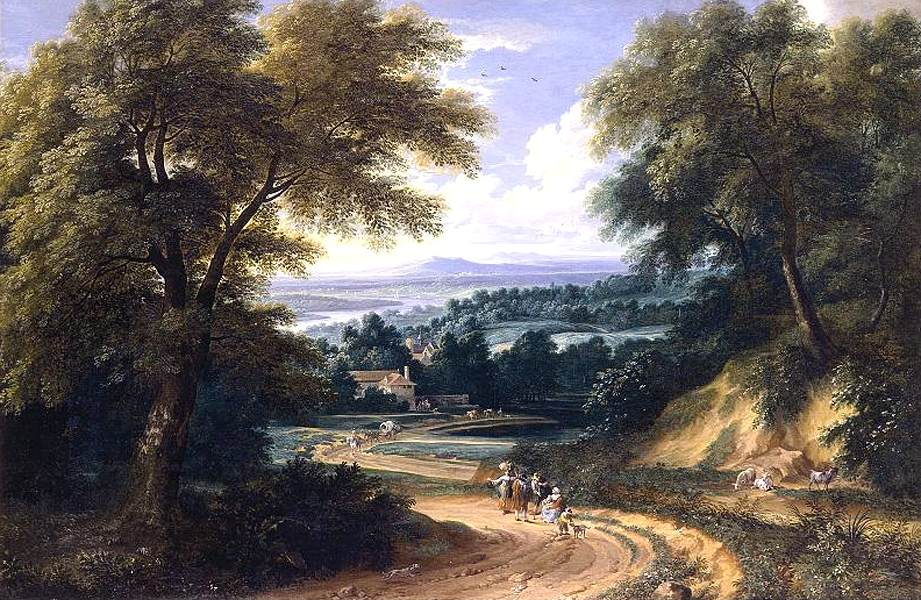
Paesaggio con viaggiatori

Adriaen Frans Boudewijns, o Boudewyns o Baudewijns o Baudouin (Bruxelles, 3 ottobre 1644 (battezzato) – Bruxelles, 3 dicembre 1719), è stato un pittore, incisore e disegnatore fiammingo.

## Biografia
Battezzato il 3 ottobre 1644 nella St. Nicolaaskerk a Bruxelles, nacque probabilmente alla fine di settembre da Nicolas e Françoise Jonquin.
Il 5 ottobre 1664 sposò Louise de Ceul.
Nel 1665 divenne allievo di Ignatius van der Stock e il 22 novembre dello stesso anno entrò a far parte della Corporazione di San Luca di Bruxelles.
L'anno seguente si trasferì a Parigi e il 16 dicembre divenne apprendista di Adam Frans van der Meulen con un contratto di tre anni. Oltre a questi, entrò in contatto con alcuni artisti fiamminghi: Pieter Boel, Abraham Genoels II e Jan van Huchtenburgh. In questo periodo fu attivo soprattutto come intagliatore, realizzando incisioni a partire da opere di Adam Frans van der Meulen (come le battaglie di Luigi XIV), Abraham Genoels II, Jan van Huchtenburgh e proprie.
Tra il 1667 e il 1670 lavorò per la Manifattura dei Gobelins con Genoels e Hughtenburgh: tutti e tre si recarono nei Paesi Bassi per dipingere vedute del castello di Mariemont che sarebbero poi servite per la preparazione di arazzi. Sembra inoltre che i tre artisti collaborassero alla realizzazione di cartoni rappresentanti i mesi dell'anno.
Il 12 gennaio 1670 sposò in seconde nozze Barbara, sorella di van der Meulen o forse sua figlia, da cui ebbe 2 figli, il maggiore dei quali, Frans, divenne anch'egli pittore.
Il 2 marzo 1674 la moglie morì. Boudewijns rimase comunque a Parigi fino al 1681, rientrando a Bruxelles nel 1677 per il battesimo del nipote Adriaen.
A causa del bombardamento di Bruxelles del 1695, si trovò sul lastrico.
Boudewijns fu soprattutto un pittore paesaggista, in particolare di paesaggi fluviali, aree costiere, porti, vedute di città e villaggi, architetture, ma anche di battaglie. Nelle sue opere traspare l'influenza di Pieter Bout e Charles Emmanuel Biset  nonché di Adam Frans van der Meulen e Abraham Genoels II, con i quali collaborò.
Durante la fase parigina della sua carriera artistica incise numerose composizioni in modo vigoroso e decorativo alla maniera di Cornelis Huysmans e di Jacques d'Arthois, firmate Baudouins, che mostrano grande attenzione ai dettagli. Ritornato a Bruxelles iniziò a dipingere piccoli paesaggi ben delineati a volte nello stile di Jan Brueghel il Vecchio, a volte secondo lo stile dei pittori Dutch Italianates, come Jan Frans van Bloemen. Collaborò con altri pittori come Pieter Van Bredael, Théobald Michau e Pieter Bout, che inserivano le figure nei suoi paesaggi.
Sono giunti fino a noi anche alcuni disegni, due dei quali firmati, che, dato l'elevato grado della finitura, sono probabilmente disegni preparatori per incisioni.
Furono suoi allievi Frans e Adriaen Boudewijns, Matthijs Schoevaerdts e Andries Meulebeeck e suo seguace Dupont, detto Pointié. Il suo stile influenzò Philippe Le Clerc .

## Alcune Opere
- Paesaggio con viaggiatori, olio su tela, 133 cm x 204 cm, Collezione privata[7]
- Paesaggio fluviale con figure attorno ad un villaggio e una città in lontananza, olio su tela, 51,4 x 63,2 cm, firmato, Mauritshuis, L'Aia, in collaborazione con Pieter Bout[8]
- Paesaggio montuoso con figure davanti ad un edificio, olio su tela, 51,4 x 63,2 cm, firmato, in collaborazione con Pieter Bout[9]